# Сурина, Ирина Валерьевна
Ири́на Вале́рьевна Су́рина (9 августа 1966, Москва) — российская певица, музыкант, преподаватель вокала. Живёт и работает в Москве.
В репертуар певицы входят песни в стиле кантри-фолк, авторские песни и романсы, песни из кинофильмов прошлых лет.

## Биография
Родилась в Москве. С раннего возраста пела дуэтом со своей матерью, певицей академического хора.
1972 — начала обучение в музыкальной школе им. Гнесиных по классу скрипки.
1984 — поступила в Московское областное музыкальное училище (ныне им. Скрябина) на струнное отделение, окончила образование как вокалистка.
1988—1989 — работала певчей в Храме Новодевичьего монастыря.
1989 — становится солисткой в популярной и первой российской кантри-группе «Кукуруза». В этот период группа активно гастролировала по всему СССР, принимала участие в международных фестивалях в Польше, Чехословакии и других странах Европы.
В период с 1991 по 1994 год вместе с «Кукурузой» совершает 8 гастрольных туров по США, где о голосе И. Суриной положительно отозвался ряд музыкальных критиков США. Неоднократно группа принимала участие в кантри-блюграсс фестивалях США: «Merle Watson Memorial Fest» (Уилксборо в штате Северная Каролина), «Rocky Grass» (Лайонс в штате Колорадо) и других, выступала на сцене Grand Ole Opry в городе Нэшвилл (штат Теннесси). У группы было несколько прямых эфиров в программах TNN (Tennessee Nashville Network) — «Nashville Now».

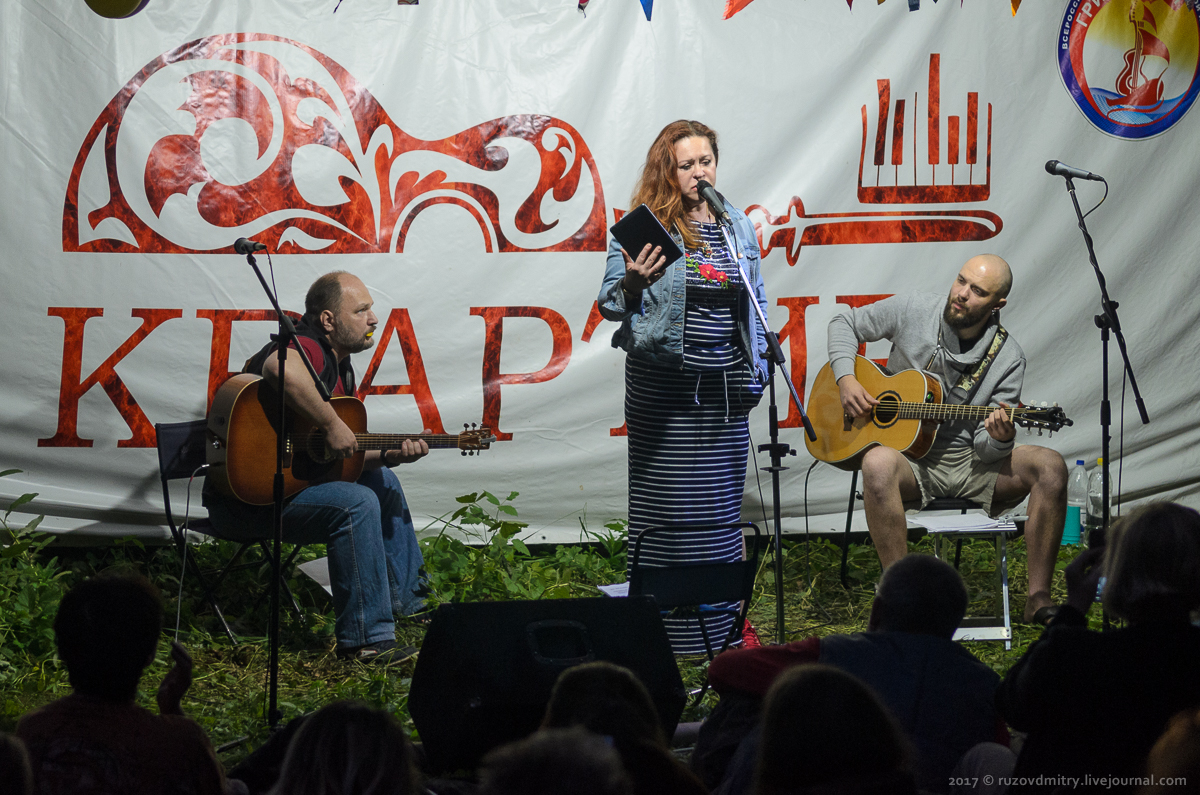
Ирина Сурина, Константин Тарабрин, Павел Дугин. Фестиваль авторской песни им. Валерия Грушина, 2017

Два из шести альбомов «Кукурузы» были записаны и выпущены в США.
В России Ирина Сурина с группой «Кукуруза» принимала участие в фестивалях кантри-музыки «Фермер», в телепередачах: «Шире круг», «Счастливый случай», «Программа А», «Свежий ветер», «100 к одному», «Час совы», «Добрый вечер с Игорем Угольниковым», «Два рояля», «Квартирник у Маргулиса».
В июле 1998 года Ирина принимает участие, совместно с группой «Рондо», в церемонии закрытия Всемирных юношеских игр на Васильевском Спуске.
1999 — участие в одном из крупнейших европейских фестивалей кантри-музыки в г. Мрангово (Польша). Обладательница Гран-При в конкурсе исполнителей «Кантри Европа 99».
В 2000 году покинула «Кукурузу», начав сольную карьеру при участии музыкантов из гр. «Дежа Вю».
2004 — становится постоянным участником Международного арт-фестиваля «Мамакабо». Активно выступает сольно, а также в совместных концертах с группой «ГрАссМейстер».
2007 — впервые выступает на Всероссийском фестивале авторской песни имени Валерия Грушина, после чего становится его постоянным участником. В 2011 году стала его лауреатом.
В репертуар Ирины Суриной входят песни в стиле кантри-фолк, авторские песни и романсы, песни из кинофильмов (программа «Мамины Песни»), арт-спектакль «Песни Взрослых Девочек» (на стихи Елены Исаевой, автор музыки к песням «Молитва», «Песенка», «Прекрасная дама», «Выстрел в упор» — Ирина Сурина).
 Песни в исполнении Ирины Суриной звучат в телесериалах: «Любовь под прикрытием» («Молитва») 2010 , «Однолюбы» («Вот опять окно») 2012, в сериале « Рождённая Звездой» 2015 — голосом Ирины Суриной пела актриса Марина Александрова, исполнявшая главную роль.

## Дискография
В составе группы «Кукуруза»:
- 1992 — Kukuruza «A Russian Country Concert»
- 1993 — Кукуруза «Там, где солнечный свет»
- 1993 — Kukuruza «Crossing borders»
- 1996 — Кукуруза «Бесконечная история»
- 1997 — Кукуруза «Ой, мороз, мороз!»
- 1998 — Kukuruza «Endless Story»

Сольные альбомы:
- 2006 — «Птица ночная»
- 2010 — «Песни взрослых девочек»
- 2012 — «Концерт в Театре Эстрады»

Дуэты:
- 1993 — «В горнице моей» c Maura O’Connell (USA)
- 2009 — «Всё ещё» c группой «Сон Лемура»
- 2009 — «А если бы он» c Хелависой, группа «Мельница»

Участие в альбомах разных исполнителей:
- 1998 — «Эх, ма тру-ля-ля!» (сборник русского шансона в техно-ритмах)
- 1998 — «Классические колыбельные» (сборник классических колыбельных русских композиторов)
- 2009 — «Бутафория» (группа «Сон лемура»)
- 2009 — «Дикие травы» (группа «Мельница»)
- 2009 — «Машинопись» (трибьют группе «Машина времени»)
- 2013 — «Фиксипелки 2»
- 2014 — «The keeper of an hourglass» («The group 309»)
- 2015 — «Нам нужна одна победа» (лимитированное издание, сборник песен к 70-летию Победы)